# Линейные корабли типа America
Линейные корабли типа America — два 74-пушечных линейных корабля третьего ранга, построенных для Королевского флота на основе чертежей французского корабля America, который был захвачен в 1794 году и позже переименован HMS Impetueux. America относился к линейным кораблям типа Téméraire, самому успешному и самому многочисленному типу французских 74-пушечных кораблей. Оба корабля были заказаны 10 июня 1795 и строились на частной верфи Дептфорд в Лондоне. Корабли данного типа относились к так называемым «обычным 74-пушечным кораблям», так как несли на верхней орудийной палубе 18-фунтовые пушки.

## Корабли
- HMS Northumberland

Строитель: Барнард, верфь Дептфорд, Лондон

Заказан: 10 июня 1795 года

Заложен: октябрь 1795 года

Спущён на воду: 2 февраля 1798 года

Выведен: разобран, 1850 год

- HMS Renown

Строитель: Дудман, верфь Дептфорд, Лондон

Заказан: 10 июня 1795 года

Заложен: ноябрь 1796 года

Спущён на воду: 2 мая 1798 года

Выведен: разобран, май 1835 года